# Murawa bliźniczkowa
Murawy bliźniczkowe, psiary (Nardetalia) – syntakson w randze rzędu zespołów roślinnych budowanych przez roślinność murawową z dominacją kępowej trawy – bliźniczki psiej trawki (Nardus stricta). Należy do klasy Nardo-Callunetea.

## Charakterystyka
Zwarte murawy zajmujące ubogie, kwaśne i suche (lub o umiarkowanej wilgotności) gleby (rankery). Największe obszary zajmują hale górskie, w tym połoniny i polany reglowe. W niższych partiach gór i na niżu zajmują mniejsze płaty, najczęściej na siedliskach okrajkowych – brzegach torfowisk i zbiorników astatycznych, miedzach, poboczach dróg, wrzosowiskach i polanach borów nadmorskich.
Zbiorowiska półnaturalne sukcesji ekologicznej wypierają przeeksploatowane długotrwałym wypasem łąki świeże lub zarastają odlesione siedliska borowe. Nieużytkowane zarastają roślinnością łąkową, zaroślami borówkowymi i kosodrzewinowymi albo borem sosnowym.
WystępowanieW całej Polsce. Poszczególne syntaksony w różnych regionach (zwłaszcza górskich).
Charakterystyczna kombinacja gatunków
ChO. arnika górska (Arnica montana), podejźrzon księżycowy (Botrychium lunaria), ozorka zielona (Coeloglossum viride), goryczuszka polna (Gentianella campestris), jastrzębiec gronkowy (Hieracium lactucella), dziurawiec skąpolistny (Hypericum montanum f.), bliźniczka psia trawka (Nardus stricta), krzyżownica ostroskrzydełkowa (Polygala oxyptera), krzyżownica zwyczajna (Polygala vulgaris), leniec łąkowy (Thesium pyrenaicum)
ChCl.: ukwap dwupienny (Antennaria dioica), turzyca pigułkowata (Carex pilulifera), kanianka macierzankowa (Cuscuta epithymum), izgrzyca przyziemna (Danthonia decumbens), jastrzębiec kosmaczek (Hieracium pilosella ssp.), kosmatka polna (Luzula campestris var.), kosmatka licznokwiatowa (Luzula multiflora var.), widłak goździsty (Lycopodium clavatum), pięciornik kurze ziele (Potentilla erecta) (regionalnie), przetacznik leśny (Veronica officinalis), fiołek psi (Viola canina ssp.).

## Podkategorie syntaksonomiczne
Według najpopularniejszego w Polsce podziału zbiorowisk roślinnych (Władysława Matuszkiewicza) rząd Nardetalia dzielony jest w następujący sposób:
związek (All.): Nardion (górskie murawy bliźniczkowe)
zespół (Ass.): Hieracio (vulgati)-Nardetum (psiary reglowe)
zespół (Ass.): Hieracio (alpini)-Nardetum, synonim Geo montani-Nardetum (tatrzańskie psiary wysokogórskie)
zespół (Ass.): Carici (rigidae)-Nardetum (karkonoskie psiary wysokogórskie)
związek (All.): Violion caninae (niżowe murawy bliźniczkowe)
zespół (Ass.): Polygalo-Nardetum (sucha psiara, psiara krzyżownicowa)
zespół (Ass.): Nardo-Juncetum squarrosi (mokra psiara)
zespół (Ass.): Calluno-Nardetum strictae (tłoki)
Oprócz tego do związku Nardion zaliczane są zbiorowiska bez rangi:
zbiorowisko Nardus stricta (zbiorowisko bliźniczki psiej trawki)
zbiorowisko Hypochoeris uniflora-Nardus stricta (zbiorowisko prosienicznika główkowatego i bliźniczki psiej trawki)
W starszej literaturze łąkarskiej spotykany był nieco inny podział:
związek (All.): Eu-Nardion
zespół (Ass.): Nardetum strictae (zespół bliźniczki psiej trawki)
zespół (Ass.): Nardetum carpaticum orientale (bliźniczyska wschodniokarpackie)
zespół (Ass.): Nardo-Caricetum glaucae
zespół (Ass.): Hieracio-Nardetum Lachenalii
zespół (Ass.): Leontodono (autumnalis)-Nardetum
zespół (Ass.): Carici-Nardetum
związek (All.): Nardo-Galion saxatilis
zespół (Ass.): Polygalo-Nardetum
zespół (Ass.): Nardo-Juncetum
Różnice klasyfikacyjne wynikają m.in. z przemian roślinności w skali kilkudziesięciu lat, i tak polskie fitocenozy zespołu Leontodono-Nardetum przekształciły się w fitocenozy zbiorowiska Hypochoeris uniflora-Nardus stricta (o proponowanym statusie zespołu Hypochoeridi uniflorae-Nardetum strictae, a fitocenozy Nardetum carpaticum orientale w fitocenozy zbiorowiska Nardus stricta.

## Zagrożenia i ochrona
Bogatsze gatunkowo postacie na potrzeby ochrony obszarów Natura 2000 wyróżniono jako priorytetowe siedliska przyrodniczego nr 6230 (bogate florystycznie górskie i niżowe murawy bliźniczkowe (Nardion – płaty bogate florystycznie)). Z następującymi podtypami:
- 6230-1 Bieszczadzkie murawy bliźniczkowe
- 6230-2 Zachodniokarpackie murawy bliźniczkowe
- 6230-3 Sudeckie murawy bliźniczkowe
- 6230-4 Niżowe murawy bliźniczkowe[3]